# Туэни, Джебран
Джебра́н Гасса́н Туэ́ни (араб. جبران تويني‎; 15 сентября 1957, Бейрут — 12 декабря 2005, Бейрут) — ливанский политик, бывший редактор и издатель ежедневной газеты «Ан-Нахар» (араб. النهار‎); сын журналиста и политика Гассана Туэни и поэтессы Нади Туэни, внук журналиста Джебрана Андраоса Туэни, племянник министра телекоммуникаций Марвана Хамадеха.
Туэни был известен своей критикой политики сирийского правительства, чьи войска находились на территории Ливана. Незадолго до своей смерти был избран депутатом в Парламент Ливана, став представителем православных греков в первом округе Бейрута. В декабре 2005 году Туэни погиб в результате столкновения машины, в которой он находился, с заминированным автомобилем. В 2006 году была создана премия, названная в честь Туэни. Основной целью этой награды является продвижение свободы слова.

## Ранние годы
Джебран Туэни родился в Бейруте 15 сентября 1957 года в семье политика и журналиста Гассана Туэни и поэтессы Нади Туэни. Семья Туэни была мультиконфессиональной: отец родился в семье греческих православных христиан ливанского происхождения, а мать принадлежала к друзам. В связи с этим Туэни с детства вел себя толерантно по отношению к другим религиям. Сам Туэни исповедовал православие.
Его дедом по отцовской линии был известный журналист и деятель периода Нахда Джебран Андраос Туэни, который основал газеты «Аль-Ахрар» (الأحرار) и «Ан-Нахар» (النهار). Туэни был назван в честь своего деда. Дед по материнской линии Мохаммед Али Хамадех был дипломатом и писателем. Дядя по материнской линии Марван Хамадех работал министром телекоммуникаций и журналистом газеты «Ан-Нахар». У Туэни была сестра Найла и младший брат Макрам. Найла скончалась, когда Туэни было 7 лет. Родители не сразу сообщили Туэни о смерти сестры, сказав ему, что она «уехала в путешествие». В 1983 году умерла мать Туэни, а в 1987 году в возрасте 21 года погиб в автокатастрофе младший брат Макрам.
Когда Туэни было 18 лет, началась гражданская война в Ливане. В ходе войны Туэни был ранен в ногу партизанами из Палестины. В 1977 году он был похищен христианскими ополченцами и находился в плену в течение 36 часов.
Туэни получил степень бакалавра искусств в области международных отношений в практической школе высших исследований в 1980 году. В тот же период изучал журналистику в Высшей школе журналистики Парижа и в том же 1980 окончил её. В 1992 году Туэни также изучал менеджмент в CEDEP — INSEAD.

## Карьера
В 1977 году в Париже Туэни с несколькими журналистами основал еженедельный журнал «Ан-Нахар Аравия энд Интернэшнл», в котором работал генеральным директором и главным редактором. Данный журнал издавался до 1990 года. Также он работал генеральным директором ежедневной газеты «Ан-Нахар»  (1993—1999 гг.) и генеральным директором ежемесячного журнала «Нун» (1997—2000 гг.).
Туэни поддерживал премьер-министра Ливана Мишеля Ауна, который в 1989—1990 гг. пытался изгнать сирийские войска с территории Ливана. После того как сирийцы заняли Бейрут и сместили Ауна в октябре 1990 года, Туэни переехал в Париж и прожил там три года (1990—1993). После возвращения из Франции Туэни создал еженедельную колонку для юных писателей и журналистов, которая должна была стать независимой платформой, продвигающей свободу слова.
В 1990 году Туэни стал членом всемирной газетной ассоциации (ВГА) и её советником по делам Ближнего Востока. Туэни также был членом фонда развития свободы прессы ВГА, созданного в 1994 году. В декабре 1999 года Туэни сменил своего отца на посту главного редактора газеты «Ан-Нахар». Туэни занимал пост издателя, председателя совета директоров и генерального директора газеты вплоть до своей смерти (до 12 декабря 2005 года).
Международная известность пришла к Туэни в марте 2000 года, когда он опубликовал на первой полосе газеты письмо к Башару Асаду, сыну тогдашнего президента Сирии Хафеза аль-Асада. В данном письме журналист требовал вывода сирийских войск из Ливана, который должен был произойти после подписания Таифского соглашения (1990 г.).
Его письмо было опубликовано в то время, когда в Женеве проходил саммит между президентом США Биллом Клинтоном и Хафезом аль-Асада. Письмо Туэни вызвало возмущение общественности. Однако также были люди, которые поддержали его требования. В апреле 2001 года Туэни стал соучредителем организации «Встречи Корнет Чехван» (араб.  لقاء قرنة شهوان‎) совместно с несколькими ливанскими политиками и общественными деятелями.
В мае 2005 года Туэни был избран депутатом Парламента Ливана и представителем православных греков в первом округе Бейрута. Одной из главных целей Туэни была разработка антисирийской программы.

## Взгляды
Туэни призывал подвергать сомнению действия правительства Хафеза аль-Асад. Он считал Башара Асада лидером «нового поколения» и надеялся, что Сирия под его правлением изменит свою политику в отношении ливанцев. Однако, когда Башар Асад стал сотрудничать с президентом Ливана Эмилем Лахудом и генеральным секретарём «Хезболлы» Хасаном Насралла, Туэни перестал его поддерживать и стал критиковать сирийское правительство и политику страны в отношение Ливана.
Правительство Ливана и некоторые просирийские политики осудили критику Туэни в сторону Сирии и обвинили его в поддержке сионизма. Например, президент Ливана Эмиль Лахуд сказал, что «эта заезженная пластинка проигрывается с произраильскими мотивами каждый раз, когда происходят события, которые могут способствовать укреплению ливанским и сирийским интересам», добавив, что он уверен в «поддержке Сирией суверенитета и независимости Ливана». Руководитель Прогрессивно-социалистической партии Валид Джумблат опубликовал заявление, в котором осудил тех, кто «поддерживает утверждения о том, что Сирия является врагом и противником», а также заявил, что «сторонники данного утверждения, которое оказалось разрушительным для Ливана, не извлекли уроков из прошлого».
В ответ на данную критику, Туэни говорил: «Жаль, что того, кто призывает к соблюдению минимальных правил суверенитета и независимости в своей стране, обвиняют в предательстве. Моя статья была обращена к полковнику Башару Асаду и критике ливанских политиков, которые используют ливано-сирийские связи в своих интересах. Те, кто негативно отреагировал, — это те, кто почувствовал себя мишенью статьи и почувствовал необходимость в защите от неё. Складывается ощущение, что они не читали мою статью».

## Гибель
После убийства ливанского миллиардера Рафика Харири он узнал, что на него готовится покушение, в связи с чем начал принимать превентивные меры. Например, Туэни менял машины каждые два дня. В июне 2005 года был убит его обозреватель Самир Кассир. Беспокоясь о возможном покушении на свою жизнь, Туэни покинул Ливан и некоторое время провёл в Париже.
10/11 декабря 2005 года Туэни вернулся в Бейрут. 12 декабря 2005 года машина, в которой находился Туэни, ехала по объездной дороге вокруг Мкаллеса, пригорода Бейрута, и направлялась в столицу в офис своей газеты на площади Мучеников в Бейруте. Во время данной поездки машина Туэни была сбита заминированной машиной. Сила взрыва отбросила его бронированный Range Rover 4x4 на сто метров вниз по крутому склону горы. В результате взрыва также погибли два телохранителя Туэни и пострадало 30 человек. По некоторым данным, вместе с Туэни погибли не два телохранителя, а один телохранитель и водитель по имени Николас Флоути. Смерть Туэни стала седьмой по счёту в серии убийств политиков, журналистов и сотрудников служб безопасности, начавшейся в Ливане в 2005 году. По мнению корреспондента Janes Information Services Николаса Бланфорда, убийцы Туэни тщательно следили за ним с того момента, как он покинул территорию аэропорта и отправился домой, поскольку они точно знали о деталях его передвижения.
Незадолго до 9:00 утра одна из камер видеонаблюдения, установленных на промышленно-индустриальной зоне вдоль дороги, зафиксировала двух мужчин, которые парковали загруженный примерно 40 килограммами взрывчатого вещества Renault Express. Примерно в 9:45, Туэни покинул дом.
14 декабря 2005 года в церкви Святого Георгия была проведена церемония отпевания Туэни. Его тело было погребено на кладбище церкви Святого Димитрия. В Ашрафии, районе который Туэни представлял в парламенте, несколько тысяч человек прошли вслед за его гробом и гробами его телохранителей, завернутых в государственный флаг Ливана. Некоторые участники марша несли оливковые ветви, тем самым демонстрируя стремление к миру в своей стране. Процессия проходила через площадь Джебрана Туэни, названную в честь его деда. В офисе «Аль-Нахар» в центре города на стене здания был вывешен портрет Туэни.
После смерти Туэни его отец занял место Туэни в парламенте. В 2009 году Найла Туэни баллотировалась на тот же пост и вскоре заняла его.
В октябре 2012 года Бутрос Харб, адвокат семьи Туэни, подал иск против двух сирийских офицеров в связи с их предполагаемой ролью в убийстве Туэни.

## Реакция общественности
Первоначальные сообщения, опубликованные в «Elaph», указывали, что до сих пор неизвестная группа «Борцы за единство и свободу Аль-Шама» (под «Аль-Шам» подразумевается древняя Сирия) взяла на себя ответственность за убийство. Заявление о взятии ответственности было также отправлено по факсу в новостное агентство «Рейтер» в Лондоне. Оно содержало предупреждение о том, что такая же участь ожидает и других противников «арабизма» в Ливане, утверждая, что убийством удалось «заткнуть рот» предателю и «превратить Ан-Нахар (араб. النهار‎ «день») в «тёмную ночь»».
Многие политики обвиняли сирийское правительство в убийстве Туэни из-за его антисирийской политики. Также были и те, которые решили дождаться итогов официального расследования, которое должен был провести ООН по просьбе правительства Ливана. Правительство Сирии отрицало свою причастность к убийству Туэни и заявило, что целью преступления было направление новых обвинений в сторону Сирии.
По некоторым сообщениям, взрыв произошел всего за несколько часов до того, как следственная комиссия Организации Объединённых Наций должна была представить обновленный вариант своего доклада об убийстве Харири тогдашнему генеральному секретарю ООН Кофи Аннану. В ответ на это премьер-министр Ливана Фуад Синьора объявил, что попросит Совет Безопасности ООН расследовать причастность Сирии к гибели Туэни и других антисирийских деятелей.
Генеральный директор ЮНЕСКО Коитиро Мацуура сказал: «Мировое сообщество прессы потеряло одного из своих великих защитников. Смерть господина Туэни — это ужасная потеря не только для его семьи, друзей и коллег, но также и для продвижения свободы слова и свободы прессы на Ближнем Востоке. Я также должен выразить свою озабоченность в связи с увеличением числа нападений на ливанских журналистов и политиков в течение этого года.».
Администрация президента США Джорджа Буша осудила нападение на журналиста и выразило соболезнования его семье и семьям других жертв, убитых в Ливане. В заявлении Туэни называют ливанским патриотом, и его убийство — «еще одним актом насилия, направленным на подчинение Ливана сирийскому господству и на то, чтобы ливанская пресса хранила молчание». Также по мнению администрации, «Сирия должна была выполнить условия резолюций Совета Безопасности ООН 1559, 1595 и 1636 и раз и навсегда прекратить своё вмешательство в дела Ливана».

## Личная жизнь
В первом браке с Мирной Мурр, дочерью ливанского политика Мишеля Мурра, родились две дочери: Найла и Мишель. Найла была названа в честь умершей сестры Туэни. Позже брак распался. Его второй супругой стала Сихам Ассейли. Во втором браке родились близнецы Габриэлла и Надя. Когда Туэни убили, им было всего несколько месяцев.

## Членство в ассоциациях
- Член «Ливанского фронта» (1986—1989)[8]
- Член-основатель «Движения поддержки освобождения» (1989)[8]
- Генеральный секретарь «Ливанского фронта» (1990)[8]
- Член организации Ливанской прессы (с января 2000 года)[8]
- Член объединения «Корнет Шехван[англ.]» (с 2000 года) и ливанской оппозиции[8]
- Член правления Всемирной газетной ассоциации (ВГА) (с 1991 года)[8]
- Член «Фонда развития свободы прессы» при ВГА (с 1994 года)[8]
- Член Международной рекламной ассоциации[англ.] (с 1996 года)[8]
- Специальный советник президента ВГА по делам Арабского мира (1997)[8]
- Член ассоциации еженедельной прессы (Париж, Франция)[8]

## Память

### Премия Джебрана Туэни
В 2006 году после смерти Туэни Всемирная газетная ассоциация учредила премию имени Джебрана Туэни, которая вручается «издателю или редактору газеты в арабском регионе, который продвигает ценности свободной прессы».
Премия была присуждена следующим журналистам и медийным деятелям:
- 2006: Надя Аль-Саккаф, Yemen Times[англ.], Йемен[26]
- 2007: Мишель Хаджи Георгиу, L'Orient Le Jour[англ.], Ливан[27]
- 2008: Ибрагим Эйсса[англ.], Al Dustour[англ.], Египет
- 2009: Асос Харди, Awene[англ.], Иракский Курдистан[28]
- 2010: Абубакр Джамай[англ.], Le Journal Hebdomadaire[англ.], Марокко[25]
- 2012: Али Ферзат, сирийский карикатурист[29]

### Программа стипендий по правам человека имени Джебрана Туэни
21 января 2009 года Центр политики в области прав человека им. Карра при школе управления имени Джона Ф. Кеннеди в Гарвардском университет и Фонд Харири-США запустили программу стипендий по правам человека имени Джебрана Гассана Туэни. Данная стипендия предназначалась для развития крупных исследовательских проектов, посвященным вопросам свободы слова, незаконным арестам, дискриминации меньшинств, перемещенным населениям или других уязвимых групп в одной или нескольких странах Ближнего Востока.
Фонд Харири-США вложил 330 000 долларов в данный проект.
Данную стипендию получили:
- Рима Мерхи (Ливан) и Али Аллави[англ.] (Ирак) (2009)[10]
- Шоубо Рашид Джалал (Ирак) и Зина Закария (Ливан) (2010)[10]